# Bartow (Florida)
Bartow è un comune degli Stati Uniti d'America, situato in Florida, nella Contea di Polk, della quale è anche il capoluogo.